# Feuer und Flamme (Beatrice-Egli-Album)
Feuer und Flamme ist das zweite Studioalbum der Schweizer Schlagersängerin Beatrice Egli aus dem Jahr 2011.

## Entstehung und Veröffentlichung
Feuer und Flamme erschien am 9. September 2011 beim Plattenlabel Jabel Records. Das Album wurde von Karl-Heinz Bereiter produziert und enthält insgesamt vierzehn Lieder. Die Texte schrieben neben Bereiter selbst Elmar Fürer, Charly Bereiter, Leander Römer, Peter Wessely, Marianne Cathomen, Elisabeth Carabelli, Ursula Tobler und Heidrun Bereiter.

## Titelliste
| #  | Titel                          | Autor(en)                                                                        | Produzent(en)       | Länge |
| -- | ------------------------------ | -------------------------------------------------------------------------------- | ------------------- | ----- |
| 1  | Besame o mi amor               | Elmar Fürer, Charly Bereiter, Leander Römer                                      | Karl-Heinz Bereiter | 3:19  |
| 2  | Für immer ist nicht lang genug | Peter Wessely, Karl-Heinz Bereiter, Elmar Fürer, Marianne Cathomen               | Karl-Heinz Bereiter | 3:35  |
| 3  | Ich mag dich wie du bist       | Karl-Heinz Bereiter, Elmar Fürer, Leander Römer                                  | Karl-Heinz Bereiter | 3:34  |
| 4  | Diät                           | Elmar Fürer, Charly Bereiter, Elisabeth Carabelli                                | Karl-Heinz Bereiter | 3:34  |
| 5  | Immer wenn der Wind sich dreht | Karl-Heinz Bereiter, Elmar Fürer, Leander Römer                                  | Karl-Heinz Bereiter | 4:08  |
| 6  | Du bist ja nur ein Macho       | Elmar Fürer, Charly Bereiter, Ursula Tobler                                      | Karl-Heinz Bereiter | 3:30  |
| 7  | Es war doch nur ein Cappuccino | Peter Wessely, Elmar Fürer, Charly Bereiter                                      | Karl-Heinz Bereiter | 3:03  |
| 8  | Liebe macht blind              | Elmar Fürer, Charly Bereiter, Ursula Tobler                                      | Karl-Heinz Bereiter | 3:18  |
| 9  | Danke                          | Elmar Fürer, Charly Bereiter, Elisabeth Carabelli                                | Karl-Heinz Bereiter | 4:01  |
| 10 | Freundschaft                   | Elmar Fürer, Charly Bereiter, Elisabeth Carabelli                                | Karl-Heinz Bereiter | 3:37  |
| 11 | Bei Romeo war alles anders     | Heidrun Bereiter, Thomas Köhn, Elmar Fürer, Charly Bereiter, Elisabeth Carabelli | Karl-Heinz Bereiter | 3:21  |
| 12 | Ein Mann mit kleinen Fehlern   | Heidrun Bereiter, Elmar Fürer, Charly Bereiter                                   | Karl-Heinz Bereiter | 3:24  |
| 13 | Vino und Amore                 | Elmar Fürer, Charly Bereiter, Ursula Tobler                                      | Karl-Heinz Bereiter | 3:09  |
| 14 | Ziit                           | Elmar Fürer, Charly Bereiter, Elisabeth Carabelli                                | Karl-Heinz Bereiter | 3:41  |

## Rezeption

### Chartplatzierungen
Nachdem sich Beatrice Egli mit ihrer Interpretation des von Dieter Bohlen komponierten Liedes Mein Herz gegen ihre Konkurrentin Lisa Wohlgemuth durchsetzen konnte und die 10. Staffel von Deutschland sucht den Superstar gewann, konnte sich ihr zweites Album Feuer und Flamme nachträglich in den D-A-CH-Staaten erstmals platzieren.
| ChartsChartplatzierungen | Höchstplatzierung | Wochen |
| ------------------------ | ----------------- | ------ |
| Deutschland (GfK)        | 43 (12 Wo.)       | 12     |
| Österreich (Ö3)          | 9 (35 Wo.)        | 35     |
| Schweiz (IFPI)           | 12 (13 Wo.)       | 13     |

| ChartsJahrescharts (2013) | Platzierung |
| ------------------------- | ----------- |
| Österreich (Ö3)           | 39          |

### Auszeichnungen für Musikverkäufe
| Land/Region       | Auszeichnungen für Musikverkäufe (Land/Region, Auszeichnung, Verkäufe) | Verkäufe |
| ----------------- | ---------------------------------------------------------------------- | -------- |
| Österreich (IFPI) | Gold                                                                   | 10.000   |
| Insgesamt         | 1× Gold ·                                                              | 10.000   |